# Schloß Neuhaus (Paderborn)
Schloß Neuhaus  ist seit seiner Eingemeindung 1975 ein nördlicher Stadtteil von Paderborn im Osten Nordrhein-Westfalens mit etwa 27.500 Einwohnern; er umfasst auch die Ortsteile Sennelager und Mastbruch.
Die bis 1974 eigenständige Gemeinde Schloß Neuhaus war lange Zeit Sitz des Amtes Schloß Neuhaus, zu dem zuletzt auch noch Elsen und Sande gehörten. Die Gemeinde und das Amt Neuhaus erhielten am 10. September 1957 nach der Feier des 700-jährigen Bestehens des Schlosses den Namenszusatz „Schloß“. Das Schloss in Neuhaus war bis 1802/03 Residenz der Fürstbischöfe des Hochstifts Paderborn.

## Lage
Der Paderborner Stadtteil bildet zusammen mit Sande und Sennelager den Stadtbezirk Schloß Neuhaus/Sande. Benachbart sind – beginnend im Norden im Uhrzeigersinn – die Gemeinde Hövelhof, die Stadt Bad Lippspringe sowie die Paderborner Stadtteile Marienloh, Kernstadt, Elsen und Sande.
Der Ort verdankt seinen Namen dem am Zusammenfluss von Alme, Lippe und Pader gelegenen Schloss und dehnt sich südlich und östlich davon aus. Er ist sowohl durch den Schloss- und Auenpark und dessen nördliche Erweiterung bis zum Lippesee als auch von dem südlich liegenden Paderborner Stadtwald von viel Grün umgeben; die lichte neuere Bebauung vorwiegend mit Ein- und Zweifamilienhäusern berührt nur an wenigen Stellen die der Paderborner Kernstadt.

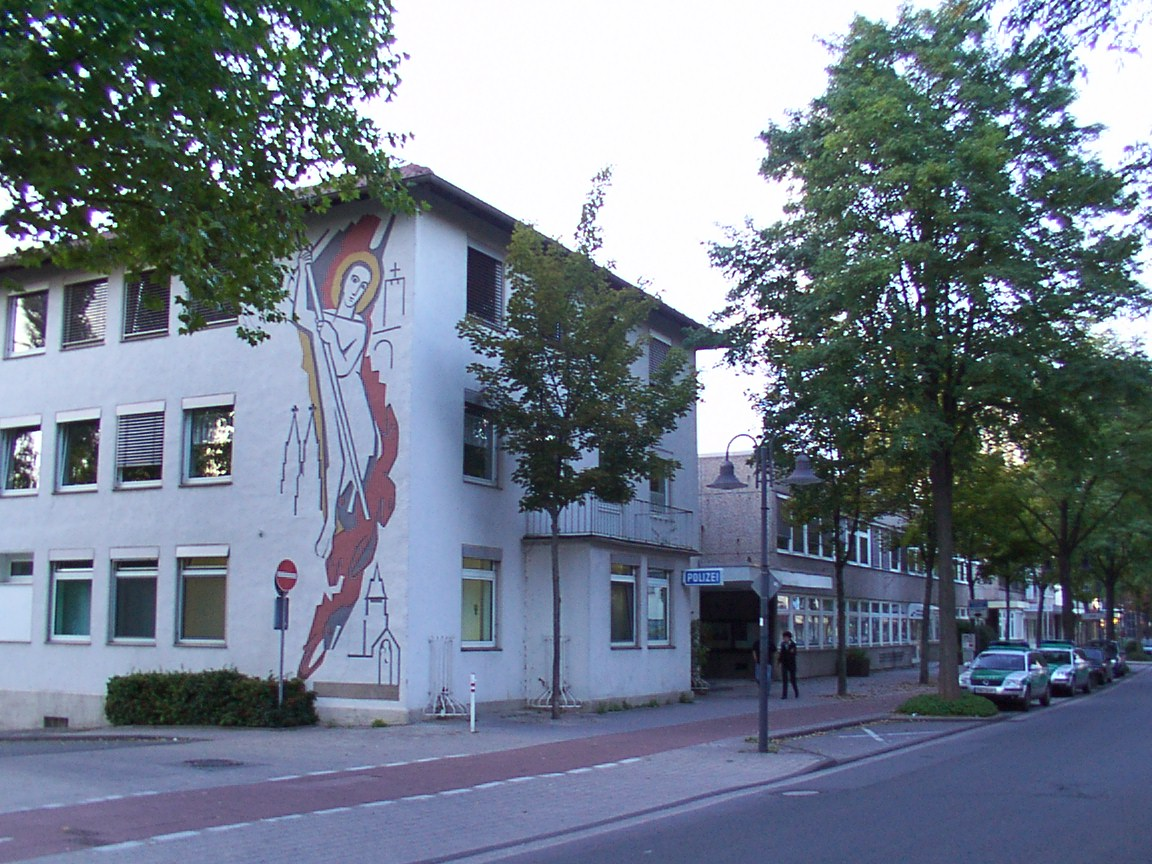
Stadtverwaltungsnebenstelle, ehemalige Amtsverwaltung

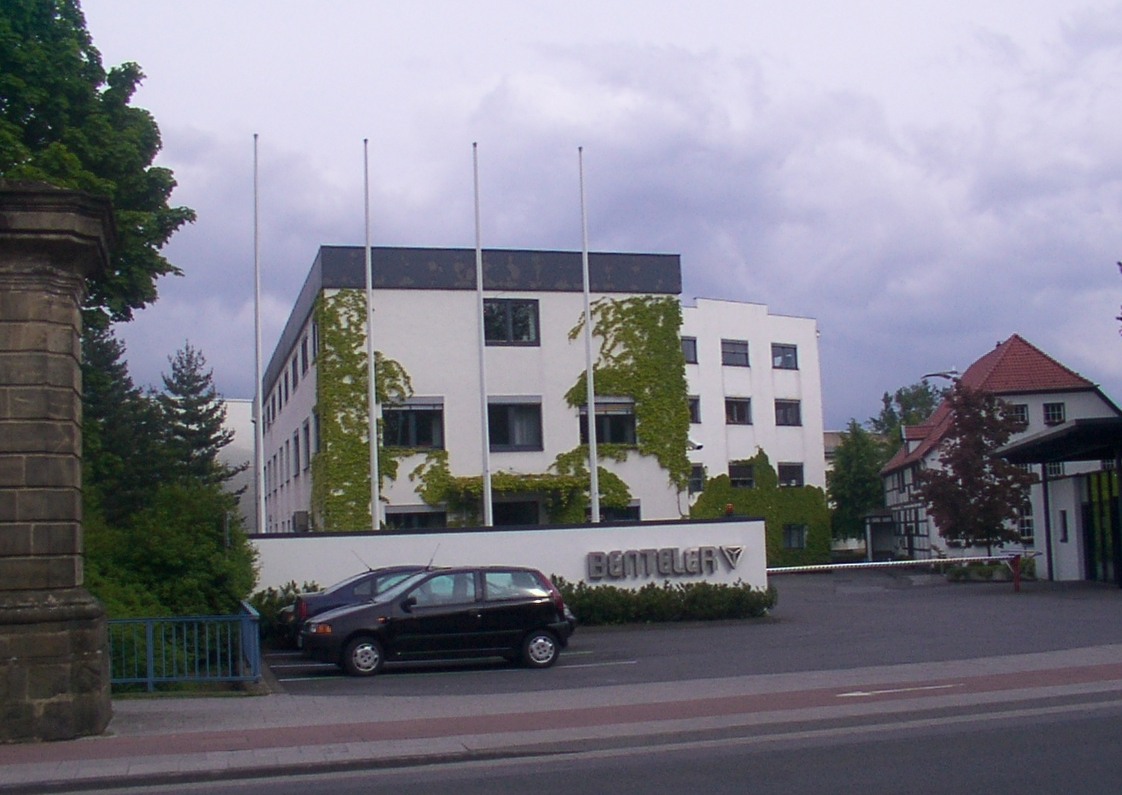
Hauptverwaltung der Benteler-Werke im Ortskern

## Geschichte
Erste Erwähnung findet Neuhaus im Jahre 1016 in der von Abt Konrad von Abdinghof nach 1165 verfassten „Vita Meinwerci“ der Lebensbeschreibung von Bischof Meinwerk (1009–1036). Die erste urkundliche Erwähnung erfolgte im Jahr 1036. Eine Auseinandersetzung zwischen bischöflichem Landesherrn und der Bevölkerung der Stadt Paderborn führte dazu, dass aus der einstigen Burg zwischen den drei Flüssen eine bischöfliche Residenz erwächst. Von 1370 bis zur Säkularisation 1802/03 verwalteten die Bischöfe von Paderborn vom Schloss Neuhaus aus ihr Hochstift. 
Nachdem Neuhaus von 1802 bis 1807 zu Preußen gehört hatte, bildete es von 1807 bis 1813 im Königreich Westphalen eine Gemeinde im Kanton Neuhaus des Distrikts Paderborn im Departement der Fulda und fiel dann an wieder an Preußen. 1816 kam die Gemeinde zum neuen Kreis Paderborn.
Das Schloss wurde nach dem Zweiten Weltkrieg von den britischen Streitkräften beschlagnahmt und diente der Britischen Rheinarmee. Es wurde in dieser Zeit auch Horrocks Barracks genannt, benannt nach dem britischen Lieutenant General Sir Brian Gwynne Horrocks. Das Schloss wurde am 19. Juli 1964 der Gemeinde zurückgegeben. Heute wird es von einer städtischen Realschule genutzt und beherbergt Repräsentationsräume der Stadt Paderborn.
Auch Schloß Neuhaus wurde am 16. Juli 1965 von der Hochwasserkatastrophe im Kreis Paderborn betroffen. Bauern kämpfen verzweifelt, um ihr Vieh von den Weiden zu retten. Als Folge dieser Naturkatastrophe hatte Schloß Neuhaus zwei Todesopfer zu beklagen.
Schloß Neuhaus war bis Ende 1974 Sitz des Amtes Schloß Neuhaus, das auch Elsen, Hövelhof und Sande sowie bis 1969 Stukenbrock umfasste.
Es wurde im Rahmen des Sauerland/Paderborn-Gesetzes zum 1. Januar 1975 zusammen mit Sande als Stadtbezirk Schloß Neuhaus/Sande in die Stadt Paderborn eingemeindet. Beide Orte werden aber weiterhin als zwei Stadtteile gezählt.
1994 richtete Paderborn am Neuhäuser Schloss die Landesgartenschau von Nordrhein-Westfalen aus.
1995 fand am selben Ort das Bundesfest des Bundes der Historischen Deutschen Schützenbruderschaften statt. Die Ausrichtung dieses Festes wurde für 2019 ebenfalls an den Bürger-Schützen-Verein Schloß Neuhaus 1913 als größte Bruderschaft des Bundes vergeben.

## Religion
Für die mehrheitlich katholische Bevölkerung gab es bis Ende 2015 in der Gemarkung der ehemaligen politischen Gemeinde Schloß Neuhaus drei katholische Kirchengemeinden, die alle zum Dekanat Paderborn im Erzbistum Paderborn gehörten. Im Neuhäuser Ortskern war das St. Heinrich und Kunigunde, in Mastbruch St. Joseph (diese beiden Kirchengemeinden wurden 2002 zu einem Pastoralverbund zusammengeschlossen), in Sennelager St. Michael. Am 1. Januar 2016 wurden diese drei Pfarrgemeinden sowie die St.-Marien-Pfarrgemeinde Sande durch urkundlichen Beschluss des Erzbistums Paderborn zur katholischen Kirchengemeinde Pfarrei Hl. Martin von Tours zusammengeschlossen.
Die evangelische Kirchengemeinde Schloß Neuhaus gehört zum Kirchenkreis Paderborn der Evangelischen Kirche von Westfalen und umfasst auch Sennelager und Sande. In Sennelager gibt es das Paul-Gerhardt-Gemeindezentrum.
Die katholische und die evangelische Kirchengemeinde geben gemeinsam ein Mitteilungsblatt heraus.

## Bezirksausschuss Schloß Neuhaus/Sande
Nach der letzten Kommunalwahl 2020 setzt sich der 16 Mitglieder umfassende Bezirksausschuss Schloß Neuhaus/Sande wie folgt zusammen:
- CDU: 7 Sitze
- Grüne: 3 Sitze
- SPD: 2 Sitze
- FDP: 1 Sitz
- FBI: 1 Sitz
- AfD: 1 Sitz
- Linksfraktion: 1 Sitz
- FÜR Paderborn: Beratendes Mitglied
- Vorsitzende: Susanne Meiche (CDU)
- 1. stellvertretende Vorsitzende: Birgit Hüppmeier (Grüne)
- 2. stellvertretender Vorsitzender: Martin Pantke (SPD)

## Kultur und Sehenswürdigkeiten

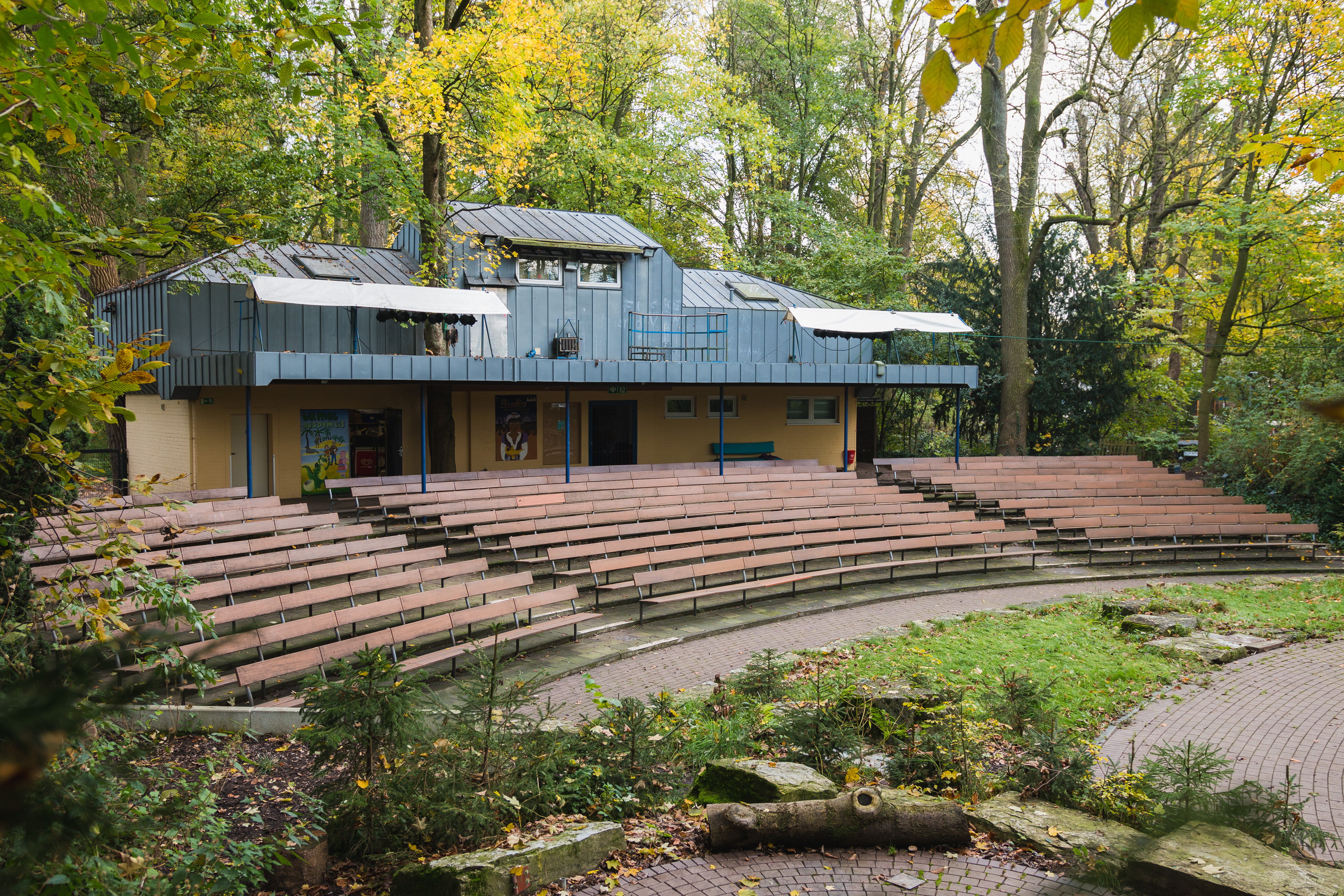
Freilichtbühne Schloß Neuhaus (Zuschauerraum und Bühnenhaus)

Im Neuhäuser Schlosspark befinden sich im Marstall ein historisches und ein naturkundliches Museum, außerdem gibt es hier mehrmals im Jahr Sonderausstellungen. Die ehemalige Reithalle wurde zwischen 1989 und 1993 in die heutige Schloßhalle, in heutiger Verantwortung des eigens dafür gegründeten Bürgerhausverein e. V., umgebaut.
Der alljährliche „Schlosssommer“ lockt mit zahlreichen Events und Kulturveranstaltungen viele Besucher aus nah und fern in den Schlosspark. Auf der Freilichtbühne Schloß Neuhaus werden mit großer Publikumsresonanz regelmäßig Stücke für Erwachsene und Kinder aufgeführt.
Das Schloß Neuhäuser Schützenfest der St. Henricus Bruderschaft e. V. findet als großes Volks- und Familienfest immer am ersten Wochenende im Juni statt. Die Internationale Kulturbörse für Straßentheater und Puppenspiel „Performance“ Ende August.
Eine Gruppe von Schloß Neuhäuser Bürgerinnen und Bürger gründete 2016 eine Quartiersinitiative mit dem Ziel der Stärkung des nachbarschaftlichen Zusammenhalts, der gesellschaftlichen Teilhabe, Mitwirkung und Mitgestaltung. Es entwickelte sich im historischen Ortskern ein lebendiges Quartier mit vielen Projekten und kulturellen Veranstaltungen.

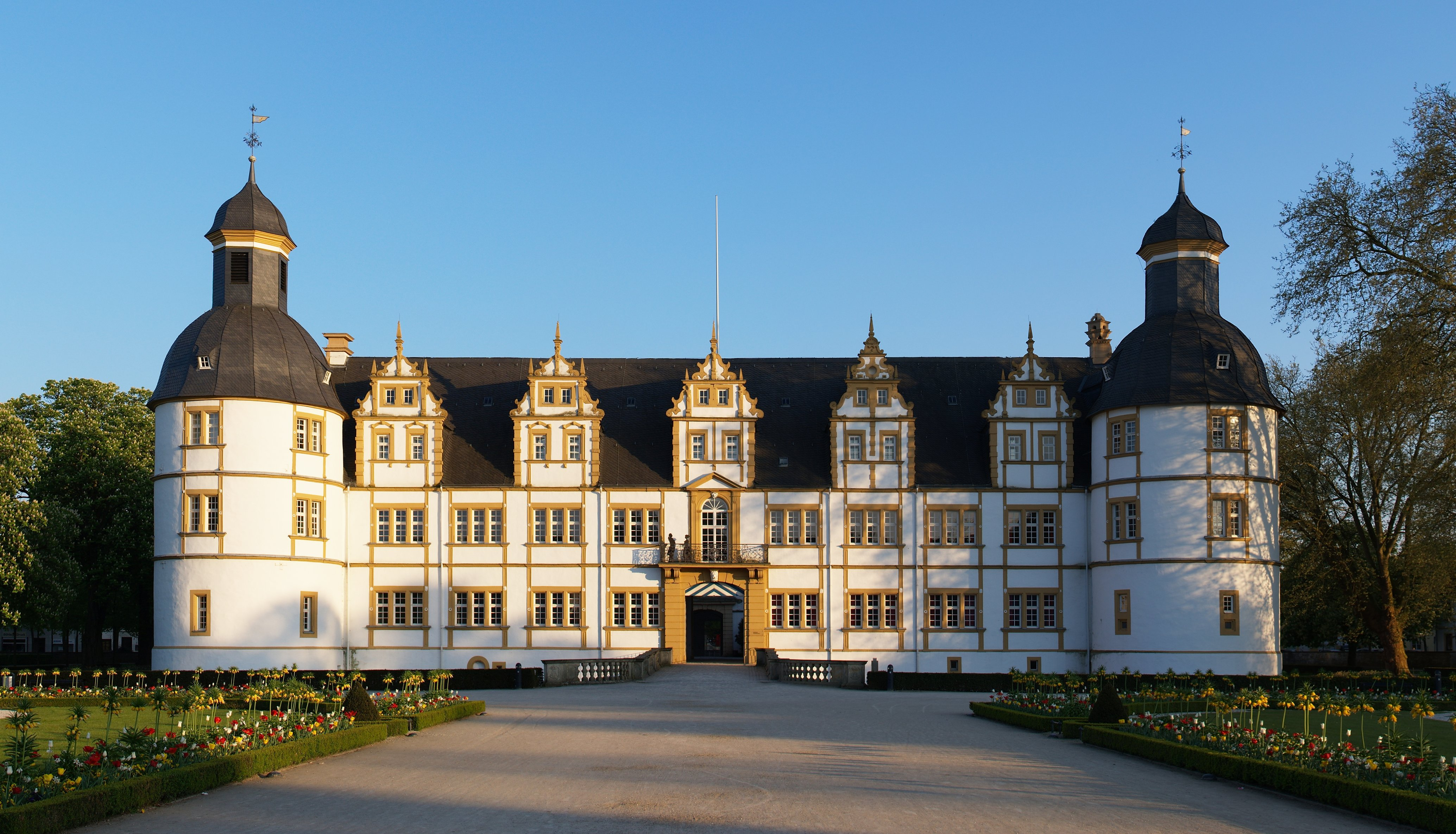
Schloss Neuhaus von der Gartenfront

### Bauwerke
Namensgebend für den Ort ist das in den Jahren 1524–1526 im Weserrenaissance-Stil erbaute Schloss Neuhaus. Bis zur Säkularisation 1802 war es Sitz der Paderborner Fürstbischöfe, danach wurde es militärisch genutzt, zunächst von Preußen und 1945–1964 von der Britischen Rheinarmee. Heute beherbergt das Schloss eine Realschule und Repräsentationsräume der Stadt Paderborn.

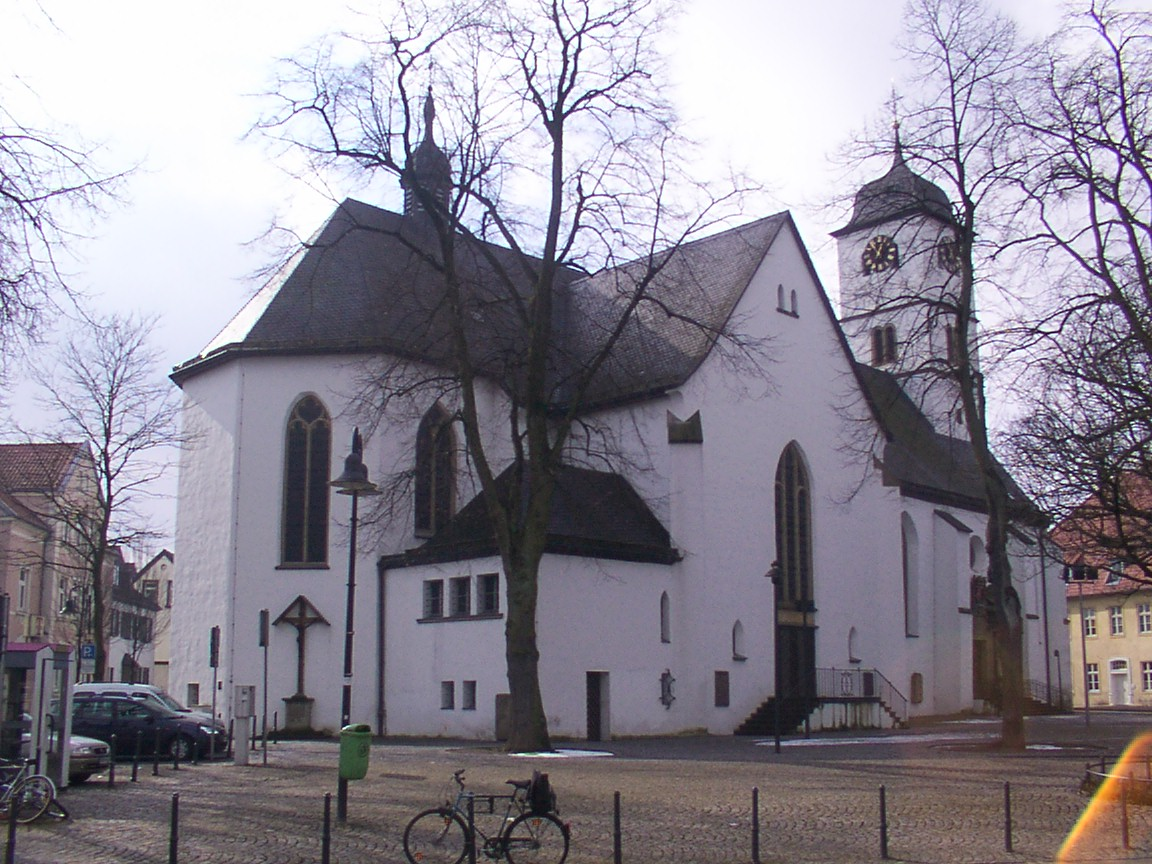
Pfarrkirche St. Heinrich und Kunigunde

Die kath. Pfarrkirche St. Heinrich und Kunigunde wurde 1665/66 anstelle einer älteren Ulrichskirche als Saalbau in gotisierenden Formen errichtet. Das Querhaus, das Obergeschoss des Turmes und der Chor wurden erst 1934–36 hinzugefügt. Der schlichte verputzte Außenbau wird lediglich durch die barocken Säulenportale mit den Wappen des Fürstbischofs Ferdinand von Fürstenberg belebt. Die Ausstattung stammt noch zum größten Teil aus der Erbauungszeit der Kirche: der Hochaltar wurde 1667 gefertigt, der Orgelprospekt entstand 1680.

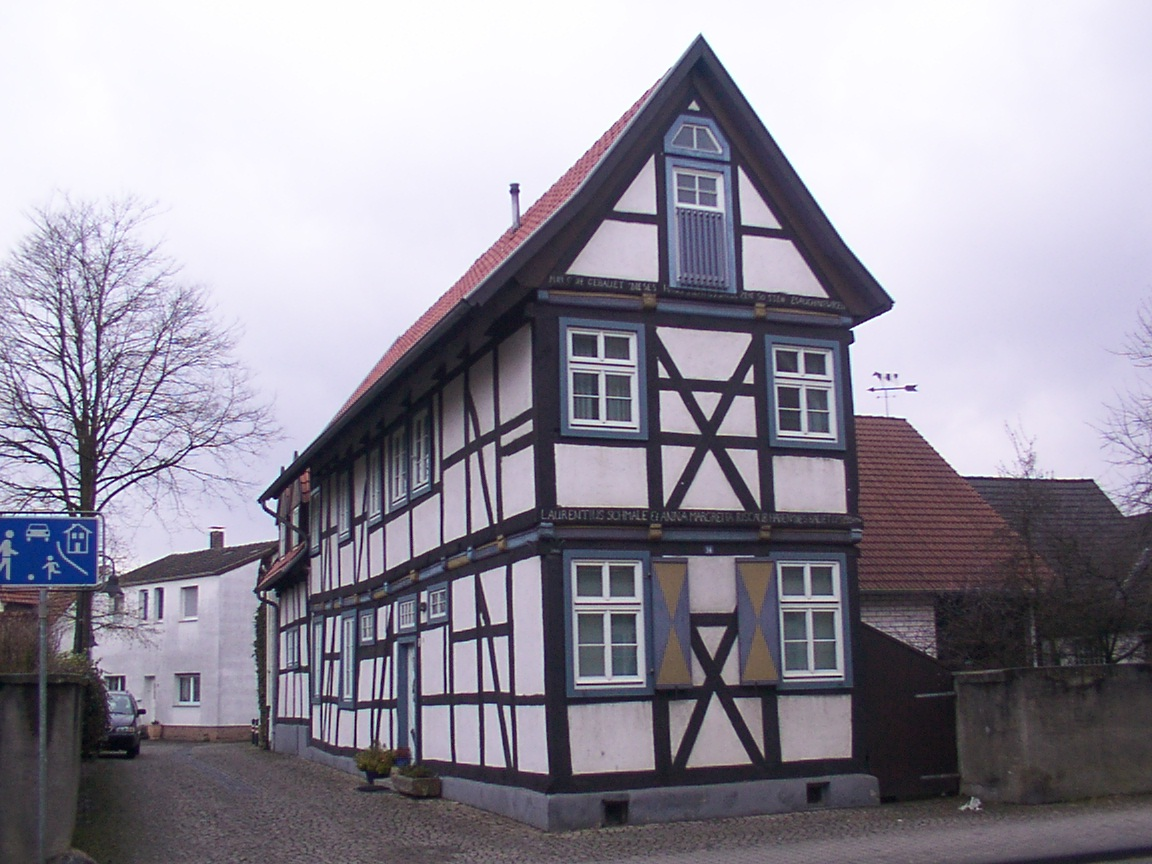
Fachwerk-Baudenkmal Residenzstraße 14

Im historischen Ortskern in der Umgebung des Schlosses blieb der Charakter des kleinen Residenzortes trotz zahlreicher Veränderungen einigermaßen bewahrt. Von der damaligen Wohnbebauung aus Fachwerkhäusern sind folgende Beispiele hervorzuheben:
- Am Ringgraben 13: Fachwerkhaus von 1677.
- Padulusstraße 4: Dreigeschossiger Bau mit Krüppelwalmdach und beschnitztem Portal, bezeichnet 1596
- Residenzstraße 14: Kleines zweigeschossiges Giebelhaus mit gekreuzten Streben, bezeichnet 1731.
- Residenzstraße 37, mit Mansarddach, bezeichnet 1701.
- Schloßstraße 6: Dielenhaus mit Utlucht, bezeichnet 1694.

Als Baudenkmal eingestuft ist ferner der Waldfriedhof (gelegen zwischen Dubelohstraße, Schatenweg, Josef-Temme-Weg und Hatzfelder Straße), auf dem u. a. Heinz Nixdorf begraben liegt.

## Wirtschaft und Infrastruktur
Das größte Unternehmen am Ort ist die Benteler International AG mit zwei Werken in Schloß Neuhaus (im alten Ortskern und an der Talle). Benteler beschäftigt weltweit an 170 Standorten rd. 30.000 Mitarbeiter.

### Öffentliche Einrichtungen
Im Stadtteil befindet sich eine Außenstelle des Rechenzentrums der Finanzverwaltung Nordrhein-Westfalen.

## Verkehr

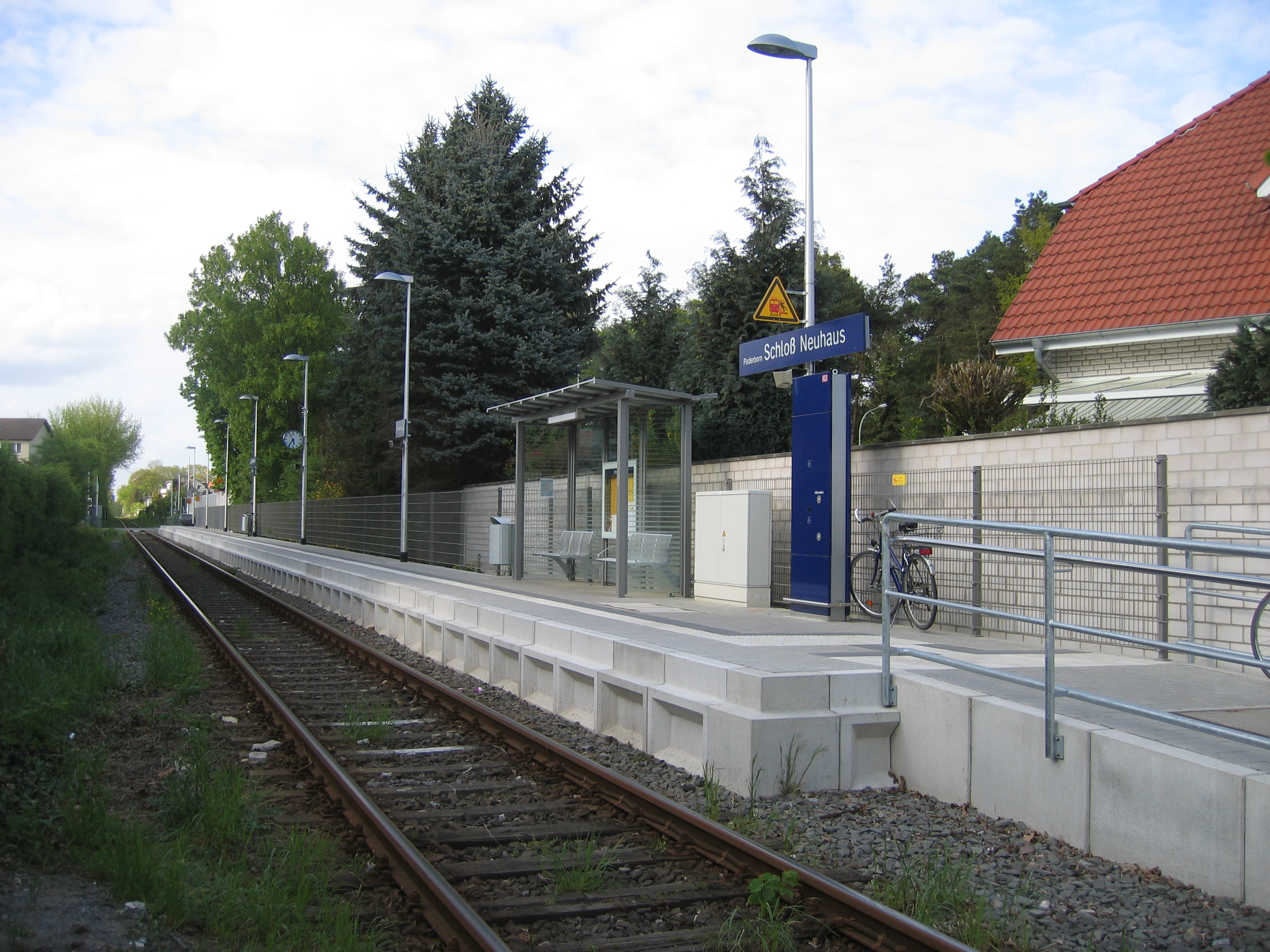
Haltepunkt Schloß Neuhaus zwischen Schatenweg und Hatzfelder Straße

In Schloß Neuhaus gibt es eine Anschlussstelle der A 33 an der nach Delbrück führenden B 64 sowie eine Auffahrt an der Dubelohstraße auf die B 1, die hier als Schnellstraße im 2-zu-1-System ausgebaut ist und die Gemarkung von Schloß Neuhaus im unbebauten Süden kreuzungsfrei durchquert.
Zahlreiche Paderborner Nahverkehrs-Buslinien verbinden Schloß Neuhaus mit den anderen Paderborner Stadtteilen.
Die Trasse der Senne-Bahn Paderborn-Bielefeld verläuft durch den Stadtteil; der frühere Bahnhof Schloß Neuhaus in der Nähe des Benteler-Werkes wurde Anfang der 1980er-Jahre zur Ausweichanschlussstelle zurückgebaut, das Werk wird aber weiterhin im Schienengüterverkehr angefahren. Zwischen Schatenweg und Hatzfelder Straße ist seit dem 30. Oktober 2008 der neue Haltepunkt Paderborn-Schloß Neuhaus in Betrieb. Die Bedienung erfolgt im Stundentakt – auch Werktags bei halbstündlichem Angebot auf der Senne-Bahn.

## Sport
Der SC Paderborn 07 spielte bis zum Ende der Saison 2007/2008 im Hermann-Löns-Stadion in Schloß Neuhaus. Zum Beginn der Saison 2008/2009 ist der SCP in die neu errichtete Paragon Arena (seit Juli 2022: Home-Deluxe-Arena) umgezogen, die ebenfalls auf Schloß Neuhäuser Gemarkung steht.

## Persönlichkeiten

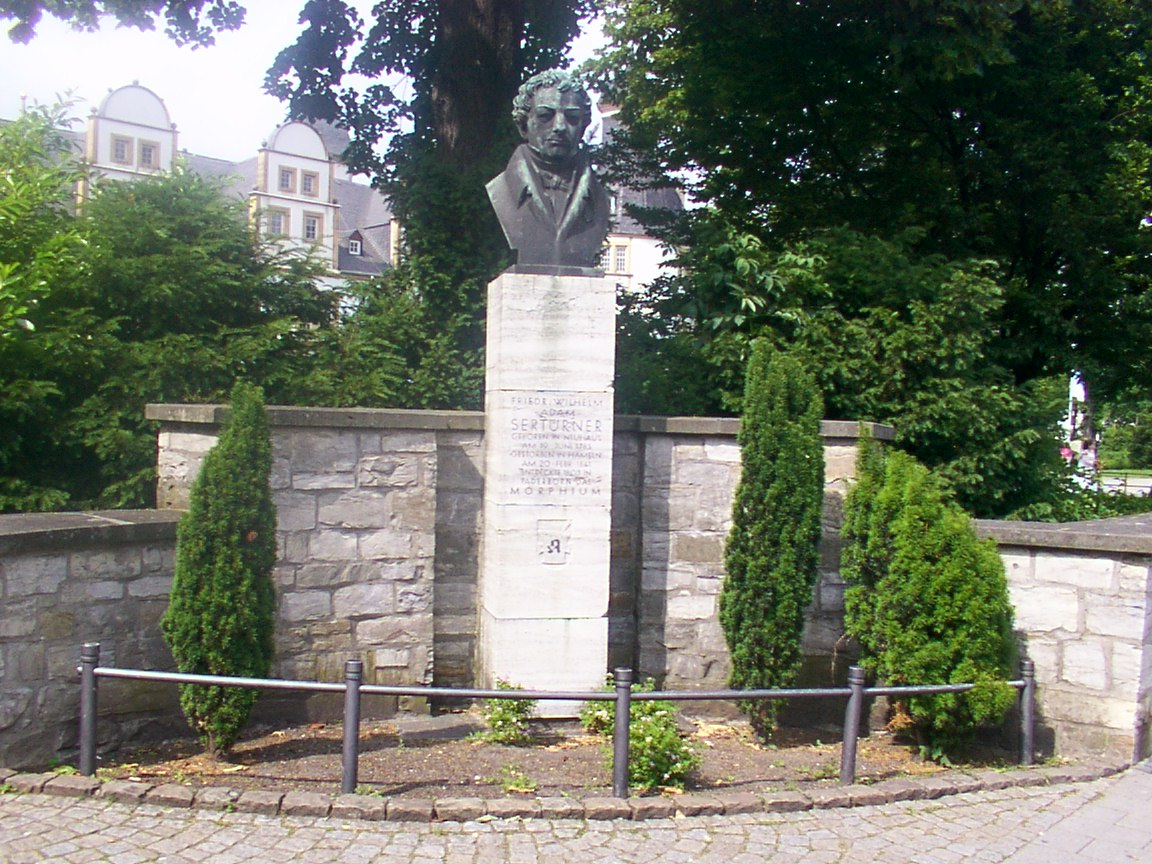
Das F. W. A. Sertürner gewidmete Denkmal vor dem Schloss

### Söhne und Töchter des Ortes
- Friedrich Wilhelm Adam Sertürner (1783–1841), Apotheker, Entdecker des Morphiums
- Eduard von Raven (1807–1864), preußischer Generalmajor, Kommandeur der 10. Infanterie-Brigade
- Konstantin von Bonin (1843–1914), preußischer Generalmajor
- Karl Freiherr von Plettenberg (1852–1938), preußischer General der Infanterie, Kommandierender General des Gardekorps und Generaladjutant Kaiser Wilhelms II.
- Karl Christiani (* 1860), deutscher Pfarrer und Politiker (DNVP)
- Heinrich Vockel (1892–1968), Politiker, erster Berlin-Beauftragter der Bundesregierung
- Engelbert Westkämper (* 1946), Professor für Produktionstechnik und Fabrikbetrieb und Leiter des Fraunhofer-Instituts für Produktionstechnik und Automatisierung (IPA), Stuttgart
- Gabriele Buschmeier (1955–2020), Musikwissenschaftlerin
- Joachim Negel (* 1962), römisch-katholischer Fundamentaltheologe
- Oliver Reese (* 1964), Theaterregisseur, Dramaturg und Autor
- Ansgar Frerich (* 1977), Oscar-nominierter deutscher Filmproduzent, Mischtonmeister, Geschäftsführer und Kulturschaffender

### Persönlichkeiten, die vor Ort gewirkt haben
- Josephus Simon Sertürner (1729–1798), Landmesser, Ingenieur, Architekt
- Gustav Waldemar von Rauch (1819–1890), preußischer Oberstleutnant und 1860–1862 Kommandeur des Husaren-Regiments „Kaiser Nikolaus II. von Russland“ (1. Westfälisches) Nr. 8, später General der Kavallerie
- Matthias König (* 1959), Weihbischof in Paderborn, vorher bis 2005 Pfarrer in Schloß Neuhaus